# Helmi Kuusi
Helmi Martta Kuusi, född 8 januari 1913 i South Range, Michigan, död 21 april 2000 i Helsingfors, var en finländsk grafiker och målare. 
Kuusi bedrev 1931 och 1937–1938 studier vid Finska konstföreningens ritskola, 1931 och 1932 vid Centralskolan för konstflit samt 1936–1937 vid Åbo konstförenings ritskola med Harry Henriksson och Reino Harsti som lärare. Hon ställde ut första gången 1933 och inspirerades i samband med ett studiebesök i England (bland annat vid Chelsea Polytechnicum) 1934–1935 av Rembrandts konst. Skildringen av ljus och ljusdunkel samt det måleriska sättet att använda torrnål blev utmärkande även för Kuusis grafik. 
Efter kriget besökte Kuusi även Académie Julian i Paris och Kungliga Konsthögskolan i Stockholm. I början av sin bana tecknade hon ofta figurstudier och grupporträtt samt illustrerade litterära verk. Långa perioder ägnade sig hon även åt måleriet. Mest känd blev hon emellertid som grafiker och en lågmäld skildrare av det finländska landskapet. Hennes grafik nådde sin höjdpunkt på 1960-talet i de lyriska landskapen, och på 1970-talet kombinerade hon torrnålstekniken med mezzotinten. Konstmuseet i Ateneum mottog efter konstnärens död ett hundratal av Kuusis arbeten och många skissböcker. Hon tilldelades Pro Finlandia-medaljen 1963.